# The Finest (альбом Dead Poetic)
The Finest — альбом вибраних треків американського християнського гурту Dead Poetic, виданий 20 листопада 2007 року лейблом Tooth & Nail Records. Реліз складається з 13 композицій, що входили до трьох повноформатних альбомів гурту, демо-версій, нової акустичної варіації пісні In Coma та короткої рукописної історії від Брендона Райка.

## Список пісень
| #   | Назва                         | Тривалість |
| --- | ----------------------------- | ---------- |
| 1.  | «New Medicines»               | 4:00       |
| 2.  | «Narcotic»                    | 2:59       |
| 3.  | «Glass in the Trees»          | 5:00       |
| 4.  | «Bliss Tearing Eyes»          | 4:01       |
| 5.  | «Self-Destruct & Die»         | 3:35       |
| 6.  | «August Winterman»            | 4:00       |
| 7.  | «Long Forgotten»              | 3:19       |
| 8.  | «In Coma»                     | 3:58       |
| 9.  | «Taste the Red Hands»         | 2:57       |
| 10. | «Pretty Pretty»               | 2:52       |
| 11. | «The Corporate Enthusiast»    | 3:05       |
| 12. | «Hostages»                    | 3:22       |
| 13. | «Vanus Empty»                 | 3:54       |
| 14. | «In Coma» (Акустична версія)  | 4:33       |
| 15. | «Lioness» (Демо)              | 3:24       |
| 16. | «Cannibal vs. Cunning» (Демо) | 3:47       |
| 17. | «In Coma» (Демо)              | 4:11       |
| 18. | «Sinless City» (Демо)         | 4:04       |

## Список учасників
- Брендон Райк — вокал
- Зак Майлз — гітара
- Дасті Редмон — гітара
- Тодд Осборн — гітара
- Джон Брем — бас-гітара
- Чад Шеллабаргер — бас-гітара
- Джессі Спрінкл — ударні
- Джош Шеллабаргер — ударні